# Озонування
Озонува́ння (англ. ozonization; нім. Ozonisierung f) — реакція окиснення органічних сполук під дією озону. У лабораторній практиці її використовують для одержання карбонільних сполук. Якщо об'єктом обробки озоном є ненасичені сполуки із подвійним зв'язком, то за місцем його розташування відбувається розрив карбонового ланцюга (так званий озоноліз).
Ефективність окисних властивостей озону широко застосовується для глибокого очищення води та повітря від небажаних органічних домішок (зокрема від нафтопродуктів), для їхнього знезараження, знебарвлення і дезодорації. 